# عز الدين البوشيخي
عز الدين البوشيخي أكاديمي ولغوي مغربي ولد في 1 يناير 1962، يشغل أستاذا بقسم اللغة العربية بجامعة قطر، وهو المدير التنفيذي لمعجم الدوحة التاريخي للغة العربية.

## سيرته
تابع دراساته العليا في جامعة محمد الخامس بالرباط منذ 1987، وحصل على دكتوراه السلك الثالث في اللسانيات سنة 1990، ودكتوراه الدولة (تخصص التداوليات واللسانيات الوظيفية) سنة 1998 من جامعة مولاي إسماعيل بمدينة مكناس بالمغرب. والتحق بهيئة التدريس أستاذا مساعدا في كلية الآداب والعلوم الإنسانية بجامعة مولاي إسماعيل بمكناس سنة 1990، وتدرج فيها إلى أن أصبح أستاذا مشاركا فأستاذا للتعليم العالي.
وشغل منصب نائب العميد في شؤون البحث العلمي والتعاون بكلية الآداب والعلوم الإنسانية بجامعة مولاي إسماعيل بمكناس، ومدير مركز دراسات الدكتوراه، وعمل مديرا للمركز الجامعي لتعليم اللغة العربية وحضارتها، ومديرا لمختبر الدراسات اللسانية والتطبيقات الحاسوبية، ورئيسا لقسم اللغة العربية وآدابها، ومنسقا بيداغوجيا لمسلك الدراسات العربية. صمم عددا من البرامج والمقررات التدريسية في عدد من الجامعات، وأشرف على عشرات الرسائل الجامعية لنيل شهادة الماجستير والدكتوراه ودكتوراه الدولة.
عمل أستاذا زائرا في جامعة قطر، ثم أستاذا محاضرا بها. ونشر عددا من الدراسات والأبحاث في مجالات اللسانيات والمعجم والمصطلح وتعليم اللغة العربية والترجمة. كما عُرف بإسهاماته المتميزة في تطوير نظرية النحو الوظيفي الخطابي، ونموذج مستعمل اللغة الطبيعية. شارك ببحث في أكثر من ستين ندوة ومؤتمرا دوليا.
وعمل خبيرا متعاونا مع عدد من المنظمات الإقليمية والدولية، منها: المنظمة العربية للتربية والثقافة والعلوم بتونس (مشروع النهوض باللغة العربية للتوجه نحو مجتمع المعرفة)، ومكتب تنسيق التعريب بالرباط، (الإشراف على عدة مشاريع معجمية ومصطلحية)، ومنظمة الصحة العالمية (المكتب الإقليمي للشرق المتوسط)، وشبكة تعريب العلوم الصحية، ومنظمة التغذية والزراعة التابعة للأمم المتحدة (إعداد لائحة مصطلحات التغذية والزراعة: إنجليزي - عربي). كما يحمل عضوية عدد من الهيئات العلمية منها: المجلس العلمي لمعجم الدوحة التاريخي للغة العربية، وشبكة تعريب العلوم الصحية التابعة لمنظمة الصحة العالمية المكتب الإقليمي للشرق المتوسط، واتحاد اللسانيين المغاربة )الرباط(، والمنتدى الوطني للتعليم العالي والبحث العلمي. كما عُيِّن عضوا للجنة العربية المكلفة ب«مشروع النهوض باللغة العربية للتوجه نحو مجتمع المعرفة» بالمنظمة العربية للتربية والثقافة والعلوم بتونس، عام 2009 وعضوا في المجلس العلمي لمكتب تنسيق التعريب بالرباط من 2004 إلى 2007، وعضوا في المجلس الإداري لمعهد الدراسات المصطلحية (كلية الآداب والعلوم الإنسانية، ظهر المهراز، فاس)، منذ إنشائه.
وقد ألقى الدكتور عز الدين البوشيخي المدير التنفيذي لمعجم الدوحة التاريخي للغة العربية كلمة خلال الجلسة الافتتاحية لأعمال المؤتمر الدولي "المعجم واستخداماته في تعليم اللغة العربية للناطقين بها وبغيرها: تقييم وتطوير" عام 2024. كما شارك في المؤتمر العالمي الرابع للباحثين في القرآن الكريم وعلومه 2018 بعنوان "المصطلح في لغة القرآن الكريم"
وهو عضو اللجنة الاستشارية لمعهد الدوحة للدراسات العليا بقطر، وعضو مجلس الجامعة المؤقت للمعهد. كما أنه عضو في لجان التحكيم والترقية بعدد من الجامعات والمراكز العلمية.

## أعماله
يمتلك الأستاذ عز الدين بوشيخي عدة مؤلفات ومقالات منها:
- بناء المعجم التاريخي للغة العربية واقتضاءاته النظرية.
- واقعية المبادئ الأساس في وضع المصطلح وتوليده.[6]
- تصور جديد لبناء المعجم العلمي العربي المختص؛ معجم المصطلحات اللسانية أنموذجًا.[7]
- التواصل اللغوي ؛ مقاربة لسانية وظيفية، 2012، مكتبة لبنان ناشرون.[8]
- اللغة العربية في الخطاب الإداري بالمغرب: المظاهر والمجالات والوظائف.[9]
- تحليل المصطلح البسيط في العلوم الصحية والطبية.[10]
- ضوابط الصناعة المعجمية في "معجم الاستشهادات"
- نقل معاني القرآن الكريم إلى لغة أخرى: أترجمة أم تفسير. ؟

## روابط خارجية
- عز الدين البوشيخي على موقع أرشيف الشارخ.
- عز الدين البوشيخي | معجم الدوحة التاريخي للغة العربية
- عز الدين البوشيخي | مركز تفسير للدراسات القرآنية